# Parétacène
La Parétacène est une région de l’ancienne Perse, située entre la Perside et la Médie, et qui n’était guère qu’un immense désert. Les villes principales étaient Aspadane à l’est et Ecbatane des Mages au nord-est.

## Source
« Parétacène », dans Pierre Larousse, Grand dictionnaire universel du XIXe siècle, Paris, Administration du grand dictionnaire universel, 15 vol., 1863-1890 [détail des éditions].
- La Philosophie positive, volume 12, 1874, page 197.